# Rubus lanatus
Rubus lanatus är en rosväxtart som beskrevs av Nathaniel Wallich. Rubus lanatus ingår i släktet rubusar, och familjen rosväxter. Inga underarter finns listade i Catalogue of Life.